# Corps du périnée
Le corps du périnée (ou corps périnéal de Savage ou noyau fibreux central du périnée ou nœud périnéal ou carrefour aponévrotique du périnée ou raphé prérectal) est une structure fibreuse située dans la région périnéale,

## Structure
Le corps du périnée est une masse pyramidal de tissu fibro-musculaire située sur la ligne médiane du périnée, à la jonction entre le triangle urogénital et le triangle anal. Chez les hommes, il se trouve entre le bulbe du pénis et l'anus ; chez les femmes, il est situé entre le vagin et l'anus.
C'est un point d'ancrage pour des muscles du plancher pelvien  :
- les muscles transverses superficiel et profond du périnée,
- le muscle sphincter externe de l'anus,
- le muscle bulbo-spongieux,
- les fibres antérieures du muscle élévateur de l'anus,
- des fibres du muscle sphincter externe de l'urètre.

## Anatomie fonctionnelle
Le corps du périnée est un élément de stabilité du plancher pelvien et de soutien des organes. Il intervient dans la continence urinaire et anale , et pour la femme, lors de l'accouchement.

## Aspect clinique
Le corps du périnée peut être lésé lors d'une déchirure périnéale (au cours de l'accouchement par exemple) et provoquer un prolapsus pelvien et des troubles de la continence.